# SingStar Hottest Hits
SingStar Hottest Hits es el título de SingStar que se lanzó en Australia, Alemania y Noruega, siendo este un contenedor de 30 canciones que son éxitos de la última década. Se trata de una versión "regional" pese a que los temas son bastante internacionales. En otros países como España, se lanzó en su lugar SingStar Operación Triunfo, en Francia SingStar Pop Hits 3.

## SingStar Hottest HitsLista de canciones

### Lista Alemana / Australiana / Noruega
| Artista               | Canción                            | Observaciones |
| --------------------- | ---------------------------------- | ------------- |
| SingStar Hottest Hits |                                    |               |
| Annie                 | "I Know UR Girlfriend Hates Me"    |               |
| Avril Lavigne         | "When You're Gone"                 |               |
| Calvin Harris         | "Acceptable In The '80s"           |               |
| Colbie Caillat        | "Bubbly"                           |               |
| Delta Goodrem         | "You Will Only Break My Heart"     |               |
| Fall Out Boy          | "Thnks Fr Th Mmrs"                 |               |
| Fergie                | "Clumsy"                           |               |
| Finger Eleven         | "Paralyzer"                        |               |
| Gabriella Cilmi       | "Sweet About Me"                   |               |
| Lily Allen            | "LDN"                              |               |
| Maroon 5              | "Makes Me Wonder"                  |               |
| Mika                  | "Grace Kelly"                      |               |
| Mika                  | "Love Today"                       | [RAP]         |
| My Chemical Romance   | "Teenagers"                        |               |
| Nelly Furtado         | "All Good Things (Come To An End)" |               |
| One Night Only        | "Just For Tonight"                 |               |
| OneRepublic           | "Stop And Stare"                   |               |
| Operator Please       | "Just A Song About Pingpong"       |               |
| Powderfinger          | "Lost And Running"                 |               |
| Ricki Lee             | "Can't Sing A Different Song"      |               |
| Sam Sparro            | "Black And Gold"                   |               |
| Sean Kingston         | "Beautiful Girls"                  |               |
| Sneaky Sound System   | "Pictures"                         |               |
| Snow Patrol           | "Chasing Cars"                     |               |
| The Fray              | "How To Save A Life"               |               |
| Potbelleez            | "Don't Hold Back"                  |               |
| The Ting Tings        | "Great DJ"                         |               |
| The Ting Tings        | "That's Not My Name"               | [RAP]         |
| Vanessa Amorosi       | "Perfect"                          |               |
| Will.I.Am             | "I Got It From My Mama"            |               |

[RAP]: La canción incluye Rapímetro parcial o totalmente en la canción.
- Snow Patrol - "Chasing Cars" ya fue incluida en la versión americana de SingStar Pop.
- Colbie Caillat - "Bubbly" ya fue incluida con anterioridad en SingStar Pop Vol. 2
- Fall Out Boy - "Thnks Fr Th Mmrs" ya fue incluida con anterioridad en SingStar Pop Vol. 2
- Maroon 5 - "Makes Me Wonder" ya fue incluida con anterioridad en SingStar Pop Vol. 2